# 格拉特山 (阿彭策爾阿爾卑斯山脈)
47°23′08″N 8°57′59″E / 47.385459°N 8.966383°E

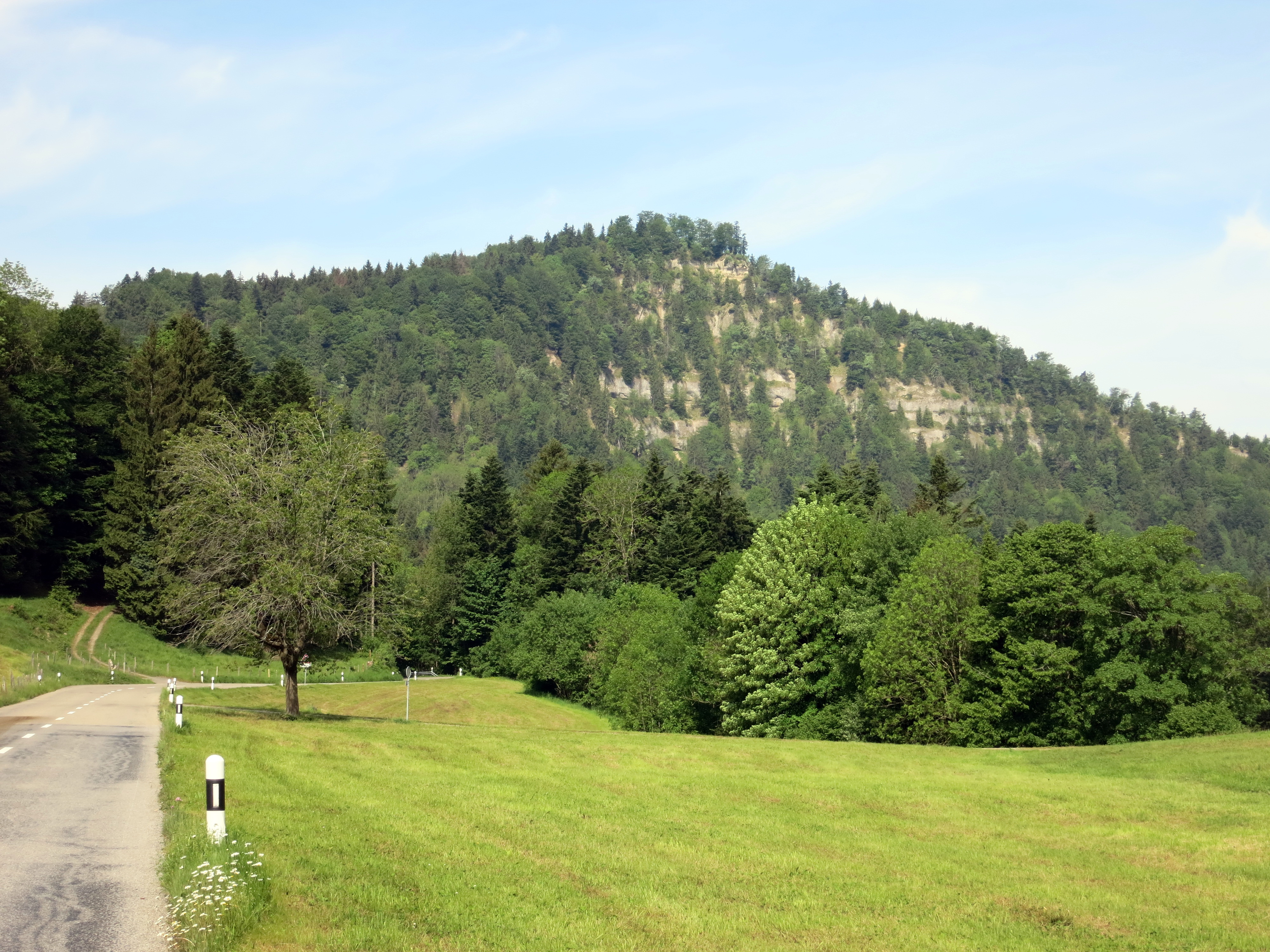

格拉特山（德語：Hohgrat），是瑞士的山峰，位於該國東北部，由聖加侖州負責管轄，屬於阿彭策爾阿爾卑斯山脈的一部分，海拔高度995米，該山峰山林茂密。